# WeSing
WeSing（ウィーシング、中国語: 全民K歌）は、中華人民共和国大手IT企業テンセントが開発したオンラインカラオケサービスアプリである。テンセントとSpotifyの合弁会社であるテンセント・ミュージックが所有するサービスでもある。

## 歴史
テンセントが2014年8月26日に正式にダウンロードを開始し、同年9月1日にリリースされた。
2017年、テンセントはチャイナ・ミュージック・コーポレーションを買収したことにより、傘下の音楽サービス部門と統合し、独立子会社としてテンセント・ミュージック・エンターテイメント・グループを設立した。これにより、音楽配信サービスであるQQ音楽、KuGou、Kuwoと共に同企業傘下のサービスにもなる。

## 特徴
機能はスマートスコアリングやプロミキシング、フレンドリング、インタラクション、ソーシャル共有機能をそれぞれ搭載している。
中国本土以外向けのアプリはテンセント・ミュージックより提供されており、Google PlayとApp Storeにて配信されているが、日本を含め一部の国では利用できないようになっている。